# Punta Scais
La Punta Scais - o Pizzo Scais - è una vetta delle Alpi Orobie alta 3038 m s.l.m. Insieme al Pizzo Redorta, è la seconda vetta in ordine di altezza delle Orobie Bergamasche, dietro al Pizzo Coca (3050 m).
Seconda celebratissima vetta delle Alpi Orobie, sorge come un'aguzza cuspide dalla linea orografica principale, sulla quale ha un breve sviluppo verso nord con una bella spalla, e maggiore sviluppo verso sud, con un'ardita torre, il Torrione Curò e un'elevazione dalle linee più modeste (2997 m) non di rado nominata Fetta di Polenta, delimitante a settentrione la bocchetta di Scais.
La prima salita risale al 1881 e venne effettuata dai pionieri dell'alpinismo bergamasco Luigi Albani, Giuseppe Nievo, dalle guide Ilario Zamboni, Isaia Bonetti e dalla più esperta guida bergamasca dell'epoca, Antonio Baroni, cui verrà dedicato in seguito il rifugio omonimo.
Il 18 gennaio 2012 il noto alpinista bergamasco Mario Merelli perse la vita in seguito a una caduta sul versante valtellinese, nel tentativo di raggiungere la cima.

## Accessi
Posizionata a nord del Pizzo Redorta, è raggiungibile partendo dalla val Seriana dal rifugio Coca o dal Rifugio Baroni al Brunone mentre da quello valtellinese è raggiungibile dalla Vedretta di Scais o dalla Cresta Corti partendo dal Rifugio Mambretti (2003 m).
Dal rifugio Baroni è possibile raggiungerla per la cresta sud integrale, scavalcando la Fetta di Polenta e la Torre Antonio Curò, con difficoltà di III grado, ed un passo di IV grado, non esposto ma abbastanza 'tecnico', sul celebre passaggio della cosiddetta Placca Baroni, o "Liscia Piodessa", una ripida e assai liscia placca spiovente sul versante del Ghiacciaio di Scais.
Dal rifugio Coca invece è possibile raggiungerla risalendo (nei periodi idonei) dal Lago di Coca il ripido e lungo (ma pressoché facile) Canale Centrale, che conduce ad una bocchetta, alla base della Torre Curò. Da questa, superato il Torrione, si giunge in vetta dove sorgono due piccole croci, la più recente delle quali è stata dedicata a Mario Merelli.

## Galleria d'immagini

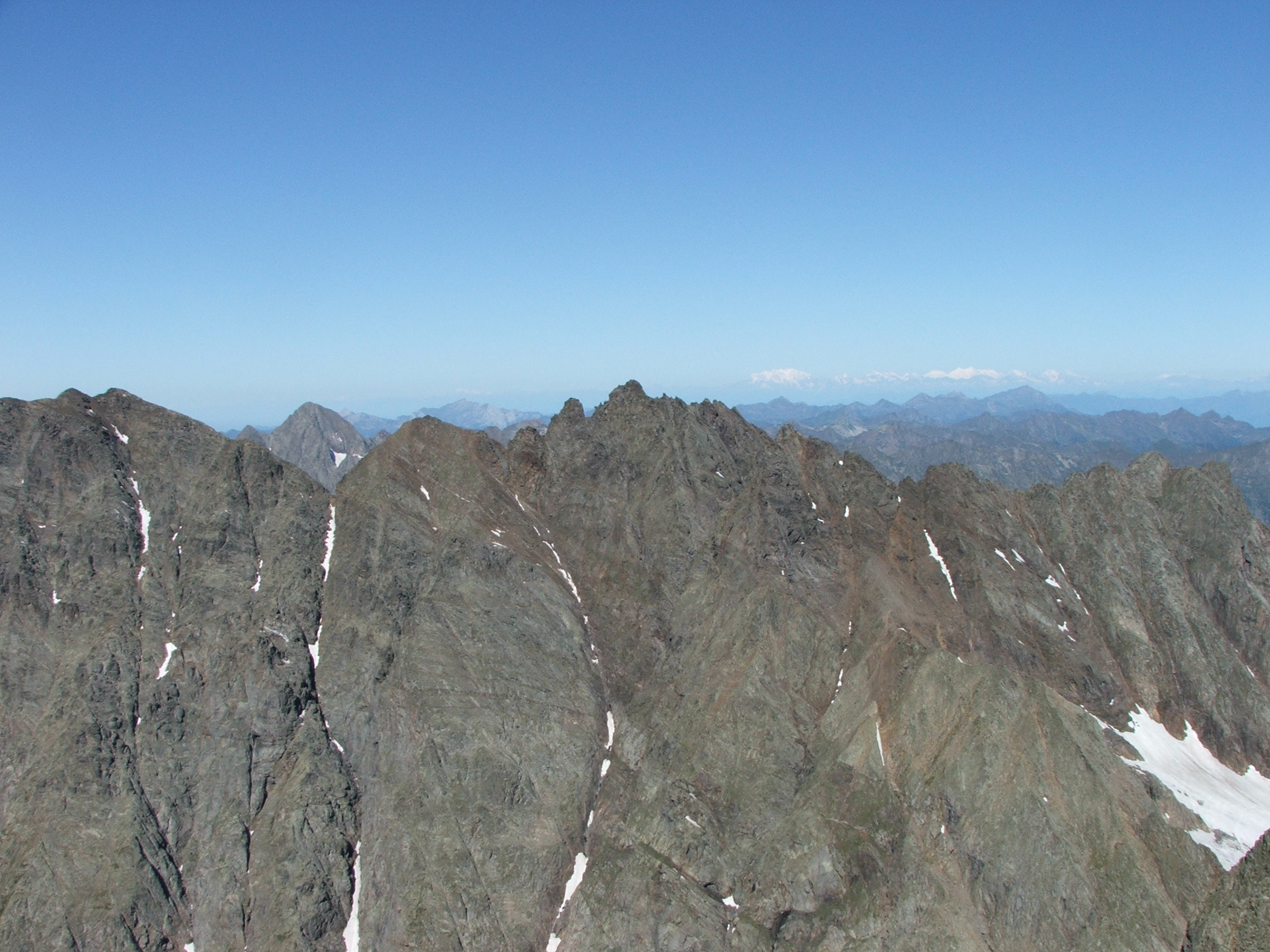
La Punta Scais vista dal Pizzo Coca. Si riconoscono, da sinistra a destra, il Pizzo Redorta, il Pizzo del Diavolo di Tenda, la Punta Scais e, in basso, la Vedretta del Lupo.
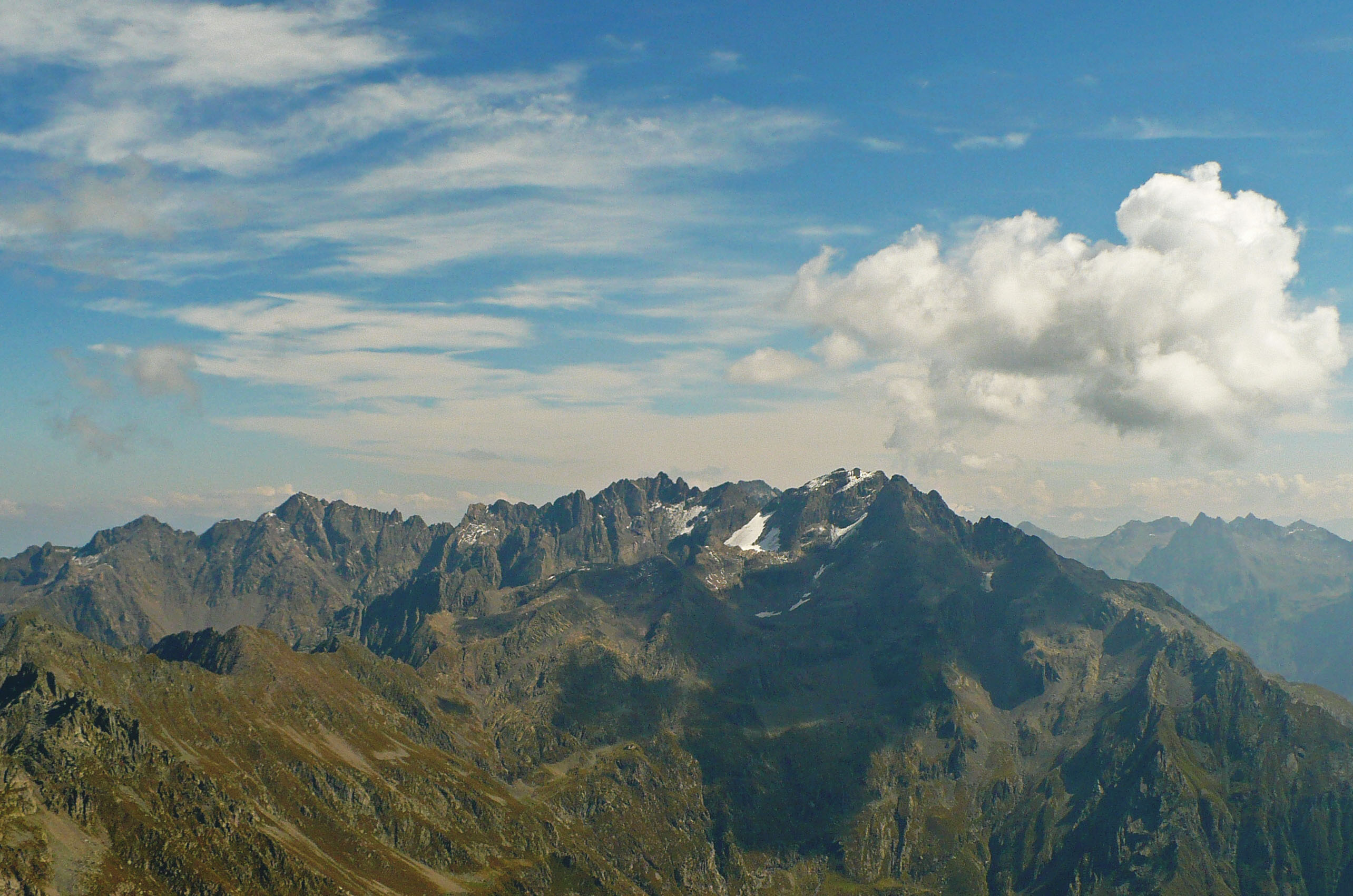
Il massiccio Redorta-Scais visto dal Pizzo del Diavolo di Tenda. Al centro si riconosce la vedretta di Scais, che divide il Pizzo Redorta (destra) e la Punta Scais (sinistra).
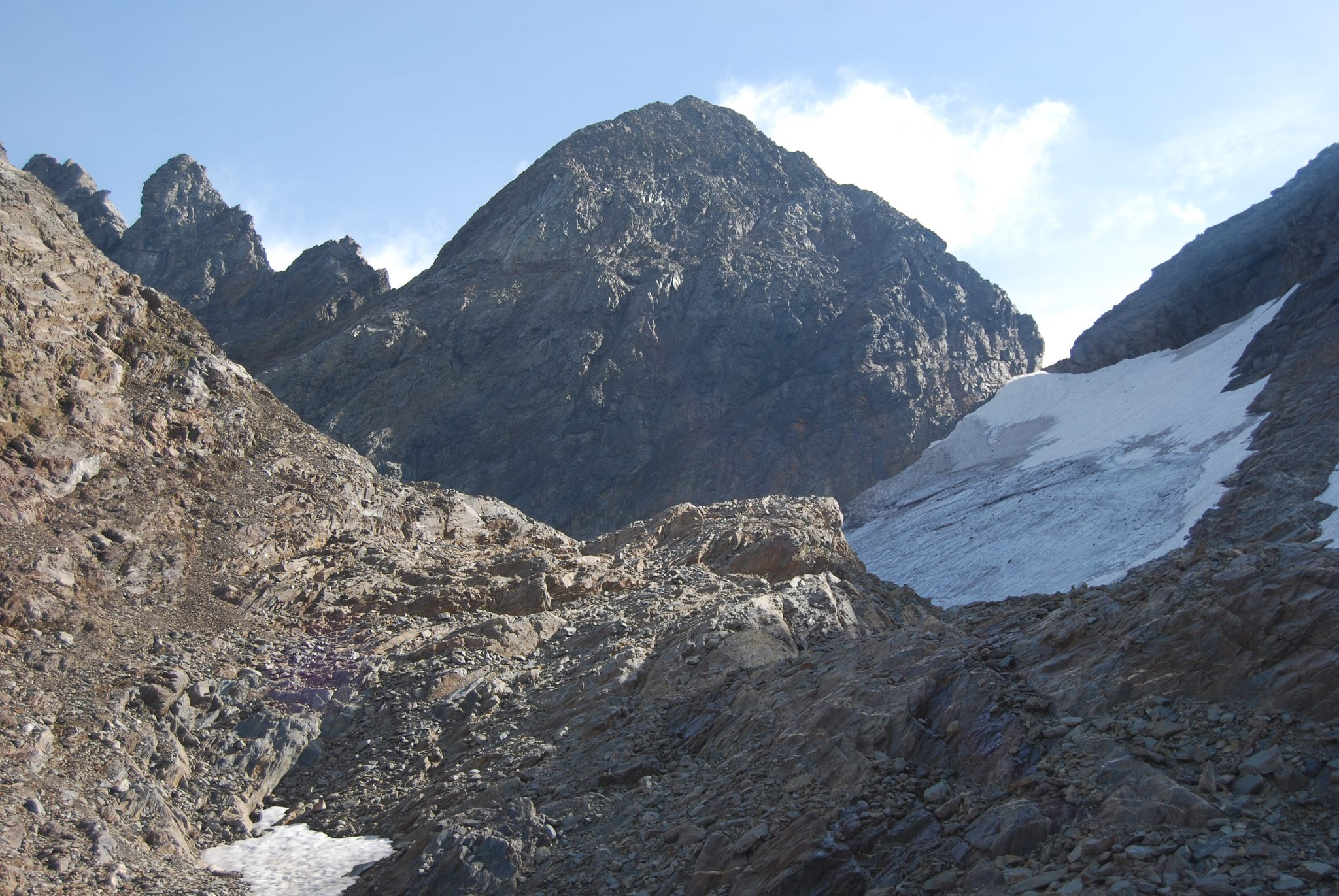
La vedretta di Scais. All'estrema sinistra si intravede la Punta Scais.
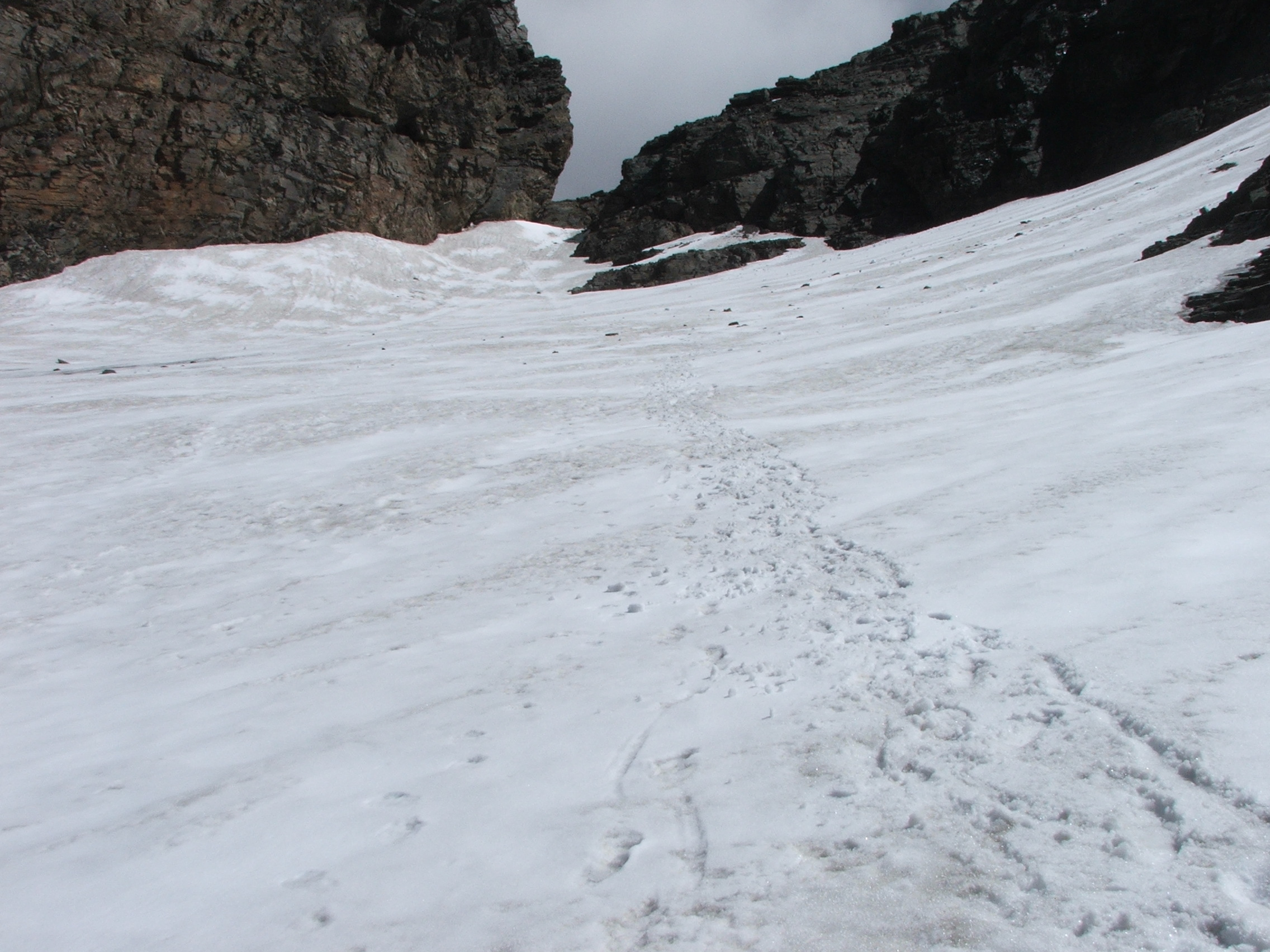
La vedretta di Scais